# WWE Saturday Morning Slam
WWE Saturday Morning Slam era un programma televisivo di wrestling prodotto dalla WWE, che ha debuttato il 25 agosto 2012.

## Commentatori
| Commentatori                  | Periodo                         |
| ----------------------------- | ------------------------------- |
| Josh Mathews e una superstar* | 25 agosto 2012 - 11 maggio 2013 |

*La lista degli ospiti include Booker T, Cody Rhodes, Daniel Bryan, Dolph Ziggler, Heath Slater, Kofi Kingston, The Miz, R-Truth, Santino Marella e William Regal
| Ring announcer | Periodo                       |
| -------------- | ----------------------------- |
| Tony Chimel    | 25 agosto 2012-11 maggio 2013 |

| General Manager | Periodo                         |
| --------------- | ------------------------------- |
| Mick Foley      | 26 febbraio 2013-11 maggio 2013 |